# 刺苞果
刺苞果（学名：Acanthospermum australe）为菊科刺苞果属的植物，是中国的特有植物。分布在南美洲以及中国大陆的云南等地，生长于海拔350米至1,900米的地区，常生长在平坡和河边沟旁，目前尚未由人工引种栽培。